# Полевица
Полеви́ца (лат. Agrostis, от др.-греч. ἄγρωστις «кормовая трава») — род однолетних и многолетних широко распространённых сорных или кормовых трав семейства Злаки, или Мятликовые (Poaceae), распространённых в зонах умеренного климата в Северном полушарии и в горных районах тропиков. Произрастает на лёгких почвах, во влажных местах: на лугах, болотах или на берегах водоёмов. Часто является основным компонентом растительности заливных лугов.
Для этого растения, иногда неверно, используют другие русские названия: полевичка, метлица, или метла, обозначающие другие травы семейства Злаки: Eragrostis N.M.Wolf и Apera Adans..

## Описание
Луговые злаки высотой более 1 метра, образующие дерновинки.
Листья сидячие очерёдные ланцетной формы, с острой верхушкой и гладким краем. Стеблевые листья 1—6 мм шириной.
Соцветие — раскидистая или сжатая (после цветения) метёлка из колосков 1,2—3 мм длиной. Колосковые чешуи неравные, окрашенные, килеватые. Время цветения — июнь—июль.
|                |  |  |
| Стебель и лист |  |  |

## Использование

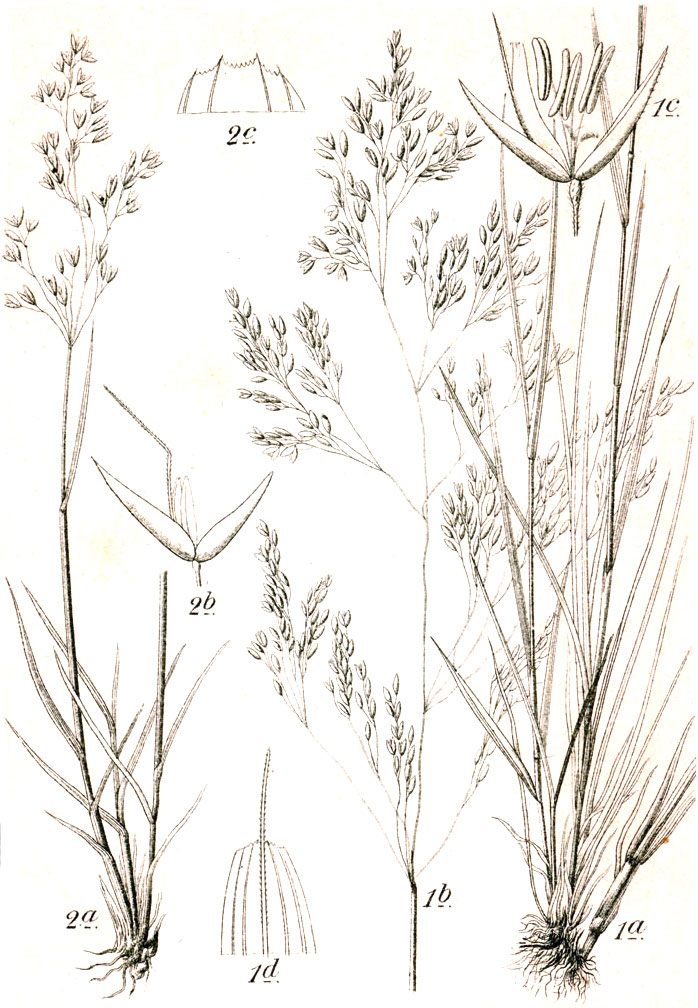
. Рисунок из книги Якоба Штурма «Deutschlands Flora in Abbildungen»

Эти травы находят применение как сочный и сухой корм для скота, используются для формирования газонов при декоративных посадках.

## Синонимы
В синонимику рода входят следующие названия:
- Agraulus P.Beauv.
- Agrestis Bubani
- Anomalotis Steud.
- Bromidium Nees & Meyen
- Candollea Steud.
- Decandolia Bastard
- Didymochaeta Steud.
- Heptaseta Koidz., nom. inval.
- Neoschischkinia Tzvelev
- Notonema Raf.
- Pentatherum Nábelek
- Podagrostis (Griseb.) Scribn. & Merr.
- Senisetum Honda
- Trichodium Michx.
- Vilfa Adans.

## Виды
По информации базы данных The Plant List, род включает 228 видов, некоторые из них:
- Agrostis alpina Scop. — Полевица альпийская
- Agrostis avenacea J.F.Gmel. — Полевица овсяная
- Agrostis canina L. typus — Полевица собачья
- Agrostis clavata Trin. — Полевица булавовидная
- Agrostis gigantea Roth — Полевица гигантская
- Agrostis mackliniae Bor
- Agrostis nebulosa Boiss. & Reut. — Полевица ажурная
- Agrostis rupestris All. — Полевица наскальная
- Agrostis stolonifera L. — Полевица побегообразующая
- Agrostis vinealis Schreb. — Полевица виноградниковая